# Kiss Me, Kill Me
Kiss Me, Kill Me là một bộ phim kinh dị bí ẩn mới của Mỹ năm 2015 do Casper Andreas đạo diễn và David Michael Barrett, cả hai sản xuất dưới biểu ngữ của họ, Spellbound Productions. Bộ phim theo chân Dusty (Van Hansis), người, trong khi đối mặt với người bạn trai không chung thủy, đã bôi đen. Khi đến, bạn trai Stephen (Gale Harold) đã bị sát hại, và Dusty là nghi phạm chính. Kiss Me, Kill Me đã ra mắt thế giới vào ngày 18 tháng 9 năm 2015, tại Reeling: Liên hoan phim quốc tế Chicago LGBTQ+, trong đó giới thiệu bộ phim là Lựa chọn nổi bật của nó.

## Nội dung
Stephen Redding là một nhà sản xuất truyền hình thực tế thành công với một ngôi nhà lớn trên đồi và bạn trai chiến lợi phẩm, Dusty Young. Nhưng trong bữa tiệc sinh nhật của Stephen, Dusty phát hiện ra anh ta đã ngoại tình với một người đàn ông khác, Craigery. Bị làm nhục, Dusty rời khỏi bữa tiệc, bước xuống một cửa hàng tiện lợi. Stephen theo sau; cố gắng giải thích chuyện này đã kết thúc, nhưng không biết từ đâu, Dusty thấy một flash flash và đen kịt.
Khi đến, Dusty biết Stephen bị sát hại và anh ta là nghi phạm chính. Các thám tử LAPD Annette Riley và Noah Bateman, hãy hỏi anh ta. Nhưng Dusty không thể nhớ những gì đã xảy ra. Tuy nhiên, West Hollywood chứa đầy những nghi phạm: một luật sư không ổn định, một nhà trị liệu cặp vợ chồng, một người yêu cũ ghen tuông, một người bạn thân sơ sài, một cặp đồng tính nữ bực bội và một nhà thôi miên nữ hoàng kéo.
 
Khi cảnh sát đóng cửa, anh ta phải nhớ những gì đã xảy ra, ghép các mảnh ghép lại với nhau, bất kể sự thật dẫn đến đâu, ngay cả khi điều đó có nghĩa là anh ta đã giết Stephen.

## Diễn viên
- Van Hansis vai Dusty
- Gale Harold vai Stephen (credited as Gale M. Harold III)
- Brianna Brown vai Amanda
- Yolonda Ross vai Det. Riley
- Craig Robert Young vai Jeffrey
- Jai Rodriguez vai Det. Santos
- Matthew Ludwinski vai Craigery
- Kit Williamson vai Travis (also co-producer)
- D.J. "Shangela" Pierce vai Jasmine
- Jackie Monahan vai Danielle
- Allison Lane vai Lori (also co-producer)
- Michael Maize vai Albert
- Jonathan Lisecki vai Kevin
- Deborah S. Craig vai Donna
- Casper Andreas vai Dr. Winters
- Katie Walder vai Susan Lynwood

## Chọn vai
Nhà sản xuất Casper Andreas và David Michael Barrett đã chọn bộ phim với các diễn viên nổi tiếng với khán giả LGBT. Gale Harold, người đóng vai Stephen, là ngôi sao của Showtime sê-ri Queer as Folk. Bộ phim này đánh dấu lần đầu tiên anh đóng vai một nhân vật đồng tính kể từ khi bộ phim kết thúc. Van Hansis, bốn lần Emmy được đề cử từ As the World Turns và là ngôi sao của Logo sê-ri EastSiders, là người đàn ông hàng đầu của bộ phim, Dusty. Nhiều diễn viên trong Kiss Me, Kill Me cũng xuất hiện trong Eastsiders, bao gồm Brianna Brown (từ Devious Maids), Jai Rodriguez (Emmy - ngôi sao chiến thắng của Queer Eye for the Straight Guy), Jonathan Lisecki (nhà văn-đạo diễn-diễn viên của Gayby) và Kit Williamson, một nhà đồng sản xuất bộ phim, người đã tạo ra Eastsiders. Nữ hoàng kéo Shangela (D.J. Pierce), được biết đến với RuPaul's Drag Race, đóng vai nhà thôi miên Jasmine. Cả Matthew Ludwinski và Allison Lane trước đây từng làm việc với Andreas, xuất hiện trong bộ phim của anh ấy Going Down in LA-LA Land , và Deborah S. Craig đã xuất hiện trong phim của Barrett Bad Actress. Những vai khách mời đáng chú ý trong phim bao gồm Katie Walder trong vai phóng viên tin tức truyền hình Susan Lynwood và YouTube có sự tham gia của Will Shepherd và R.J. Aguiar người xuất hiện trong cảnh tang lễ. Ca sĩ nhạc pop SIRPAUL được đặc trưng trong cảnh hộp đêm hát đĩa đơn "Kiss Me, Kill Me", và Andreas đóng vai Tiến sĩ Winters.

## Sản xuất
Tài trợ ban đầu cho  Kiss Me, Kill Me  đã thông qua một chiến dịch gây quỹ trên Kickstarter, được quản lý bởi các nhà sản xuất Casper Andreas và David Michael Barrett. Chiến dịch thành công, diễn ra từ ngày 6 tháng 10 đến ngày 5 tháng 11 năm 2014, với 909 người ủng hộ từ khắp nơi trên thế giới. Trong chiến dịch, Andreas và Barrett giải thích sự cần thiết của dịch vụ cộng đồng là một phương tiện khả thi để sản xuất nội dung LGBT. Họ cũng tin rằng tình yêu của họ về Alfred Hitchcock và Agatha Christie - những bí ẩn giết người theo phong cách là nguồn cảm hứng cho bộ phim này. Việc sản xuất bắt đầu vào ngày 7 tháng 1 năm 2015, cho một cảnh quay kéo dài 17 ngày, chủ yếu ở West Hollywood, California, nơi bộ phim được dựng. Bức ảnh được chụp trên Epic Red Dragon Camera của nhà quay phim, Rainer Lipski, do Andrew Gust chỉnh sửa, và nhạc phim gốc được sáng tác bởi Jonathan Dinerstein. Fredrik Malmberg, nổi tiếng với việc sản xuất Conan the Barbarian, là nhà sản xuất điều hành của bộ phim. Chuỗi tiêu đề mở đầu lấy cảm hứng từ Saul Bass được tạo bởi nghệ sĩ đồ họa Scott McPherson. Khẩu hiệu của bộ phim là "West Hollywood Is Murder" và "Sắp ra mắt... với BANG!"

## Địa điểm quay phim
Địa điểm quay phim đáng chú ý: Pink Dot, Here Lounge, West Hollywood, Andaz Hotel, West Hollywood, Odd Fellows Cemetery, Central City Stages và các địa điểm khác xung quanh Los Angeles.

## Giải thưởng
- Audience Choice Award, 2015, QCinema Fort Worth's Gay & Lesbian International Film Festival
- Best Ensemble, 2015, QCinema Fort Worth's Gay & Lesbian International Film Festival
- Best Feature Film, 2016 QFest New Jersey LGBT Film & Digital Media Festival, Asbury Park, New Jersey
- Best Feature Film, 2016 FilmOut San Diego
- Best Ensemble, 2016 FilmOut San Diego
- Best Actor (Van Hansis), 2016 FilmOut San Diego
- Best Screenplay (David Michael Barrett), 2016 FilmOut San Diego
- Best Cinematography (Rainer Lipski), 2016 FilmOut San Diego
- Best Music/Soundtrack (Jonathan Dinerstein), 2016 FilmOut San Diego

## Phân phối
Kiss Me, Kill Me đã được phát hành trên DVD và Video theo yêu cầu thông qua Embrem Entertainment vào ngày 7 tháng 12 năm 2016. Nó có sẵn để mua hoặc phát trực tuyến trên Amazon.com, iTunes, Vimeo, Google Play và các nền tảng khác.